# Enzo Crivelli
Enzo Vito Gabriel Crivelli (Rouen, 6 febbraio 1995) è un calciatore francese, attaccante del Sepahan.

## Carriera

### Club

#### Bordeaux
Il 26 gennaio 2014 ha esordito in Ligue 1 con la maglia del Bordeaux contro il Saint-Étienne. Il 16 maggio 2015 ha trovato il suo primo gol nel campionato francese sul campo del Lione.

#### Prestito al Bastia
Il 5 agosto 2016 è passato in prestito al Bastia.

#### Angers
Il 27 giugno 2017 si trasferisce a titolo definitivo all'Angers firmando un contratto quadriennale.

#### Caen
Il 31 gennaio 2018 passa in prestito al club del Caen. Dopo aver realizzato 2 reti in 11 presenze, il club lo acquista a titolo definitivo per 3 milioni di euro.

#### Istanbul Basaksehir
Il 27 luglio 2019 viene ufficializzato il suo acquisto a titolo definitivo per 2,7 milioni di euro da parte dell'İstanbul Başakşehir.

#### Prestiti all'Antalyaspor e al Saint-Étienne
Il 7 settembre 2021 viene ufficializzato il suo trasferimento in prestito annuale con diritto di riscatto all'Antalyaspor.
Dopo soli 4 mesi, il club turco interrompe il prestito e il 31 gennaio 2022 si trasferisce in Francia, al Saint-Étienne, fino alla fine della stagione.

#### Servette
Il 30 agosto 2022 si trasferisce a parametro zero al Servette, firmando un triennale.

#### Sepahan
Il 17 agosto 2025, dopo essersi svincolato dal Servette, viene ufficializzato il suo trasferimento in Iran, al Sepahan, con cui firma un biennale.

### Nazionale
Ha fatto parte della selezione giovanile francese vincitrice al Torneo di Tolone 2015; si è aggiudicato anche il titolo di capocannoniere di tale manifestazione con 4 gol.

## Statistiche

### Presenze e reti nei club
Statistiche aggiornate al 14 dicembre 2024.
| Stagione           | Squadra             | Campionato         | Campionato | Campionato | Coppe nazionali | Coppe nazionali | Coppe nazionali | Coppe continentali | Coppe continentali | Coppe continentali | Altre coppe | Altre coppe | Altre coppe | Totale | Totale |
| Stagione           | Squadra             | Comp               | Pres       | Reti       | Comp            | Pres            | Reti            | Comp               | Pres               | Reti               | Comp        | Pres        | Reti        | Pres   | Reti   |
| ------------------ | ------------------- | ------------------ | ---------- | ---------- | --------------- | --------------- | --------------- | ------------------ | ------------------ | ------------------ | ----------- | ----------- | ----------- | ------ | ------ |
| 2013-2014          | Bordeaux            | L1                 | 2          | 0          | CF+CdL          | 1+0             | 0               | -                  | -                  | -                  | -           | -           | -           | 3      | 0      |
| 2014-2015          | Bordeaux            | L1                 | 11         | 1          | CF+CdL          | 1+0             | 0               | -                  | -                  | -                  | -           | -           | -           | 12     | 1      |
| 2015-2016          | Bordeaux            | L1                 | 29         | 3          | CF+CdL          | 2+2             | 2+0             | UEL                | 8                  | 1                  | -           | -           | -           | 41     | 6      |
| Totale Bordeaux    | Totale Bordeaux     | Totale Bordeaux    | 42         | 4          |                 | 6               | 2               |                    | 8                  | 1                  |             | -           | -           | 56     | 7      |
| 2016-2017          | Bastia              | L1                 | 24         | 10         | CF+CdL          | 0+0             | 0               | -                  | -                  | -                  | -           | -           | -           | 24     | 10     |
| 2017-gen. 2018     | Angers              | L1                 | 15         | 1          | CF+CdL          | 0+2             | 0               | -                  | -                  | -                  | -           | -           | -           | 17     | 1      |
| gen.-giu. 2018     | Caen                | L1                 | 11         | 2          | CF+CdL          | 3+0             | 0+0             | -                  | -                  | -                  | -           | -           | -           | 14     | 2      |
| 2018-2019          | Caen                | L1                 | 33         | 6          | CF+CdL          | 1+1             | 0+0             | -                  | -                  | -                  | -           | -           | -           | 35     | 6      |
| Totale Caen        | Totale Caen         | Totale Caen        | 44         | 8          |                 | 5               | 0               |                    | -                  | -                  |             | -           | -           | 49     | 8      |
| 2019-2020          | İstanbul Başakşehir | SL                 | 30         | 11         | TK              | 3               | 0               | UCL+UEL            | 2+9                | 0+3                | -           | -           | -           | 44     | 14     |
| 2020-2021          | İstanbul Başakşehir | SL                 | 36         | 2          | TK              | 3               | 0               | UCL                | 4                  | 0                  | ST          | 1           | 0           | 44     | 2      |
| 2021-gen. 2022     | Antalyaspor         | SL                 | 12         | 0          | TK              | 1               | 0               | -                  | -                  | -                  | ST          | 1           | 0           | 14     | 0      |
| gen.-giu. 2022     | Saint-Étienne       | L1                 | 6          | 0          | CF              | 0               | 0               | -                  | -                  | -                  | -           | -           | -           | 6      | 0      |
| lug.-ago. 2022     | İstanbul Başakşehir | SL                 | 1          | 0          | TK              | 0               | 0               | UECL               | 3                  | 0                  | -           | -           | -           | 4      | 0      |
| Totale Istanbul BB | Totale Istanbul BB  | Totale Istanbul BB | 67         | 13         |                 | 6               | 0               |                    | 18                 | 3                  |             | 1           | 0           | 92     | 16     |
| 2022-2023          | Servette            | SL                 | 19         | 4          | CS              | 3               | 3               | -                  | -                  | -                  | -           | -           | -           | 22     | 7      |
| 2023-2024          | Servette            | SL                 | 28         | 8          | CS              | 4               | 2               | UCL+UEL+UECL       | 3+4+4              | 0+1+0              | -           | -           | -           | 43     | 11     |
| 2024-2025          | Servette            | SL                 | 15         | 4          | CS              | 0               | 0               | UEL+UECL           | 2+2                | 0+1                | -           | -           | -           | 19     | 5      |
| Totale Servette    | Totale Servette     | Totale Servette    | 62         | 16         |                 | 7               | 5               |                    | 15                 | 2                  |             | -           | -           | 84     | 23     |
| Totale carriera    | Totale carriera     | Totale carriera    | 272        | 52         |                 | 27              | 7               |                    | 41                 | 6                  |             | 2           | 0           | 342    | 65     |

## Palmarès

### Club

#### Competizioni nazionali
- Campionato turco: 1

Basaksehir: 2019-2020
- Coppa Svizzera: 1

Servette: 2023-2024

### Nazionale
- Torneo di Tolone: 1

2015

### Individuale
- Miglior marcatore del Torneo di Tolone: 1

2015